# Exutoire (hydrographie)
Pour les articles homonymes, voir Exutoire.

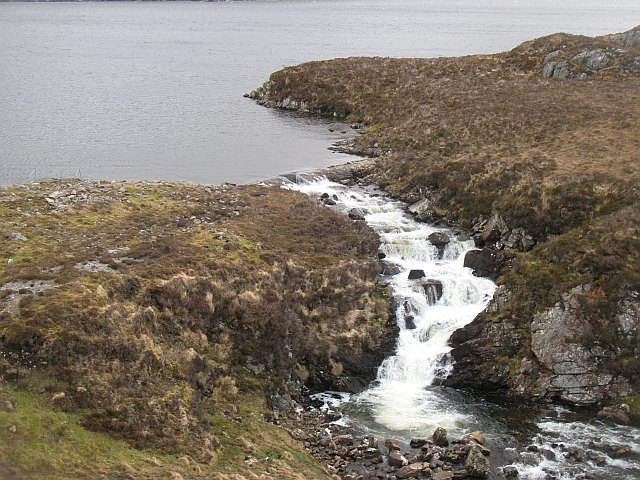
Exutoire du loch Leòsaid avec l'amont de son émissaire l'Abhainn Mhòr en Écosse, au Royaume-Uni.

Croquis de l'exutoire d'un lac ou étang dont l'eau se déverse dans un cours d'eau : l'émissaire.

En hydrographie, l’exutoire est le dispositif d'évacuation d'eau, naturel ou non, situé au point de contact d'un lac ou d'un plan d'eau avec son cours d'eau émissaire. C'est le lieu de la reprise visible de l'écoulement.

## Caractéristiques
L'exutoire est le dispositif qui écoule l'excédent d'eau.
Par extension :
- le cours d'eau émissaire est parfois appelé exutoire[2];
- l'exutoire d'un réseau d'eaux usées est le lieu après traitement où réapparait l'écoulement.

## Exemples

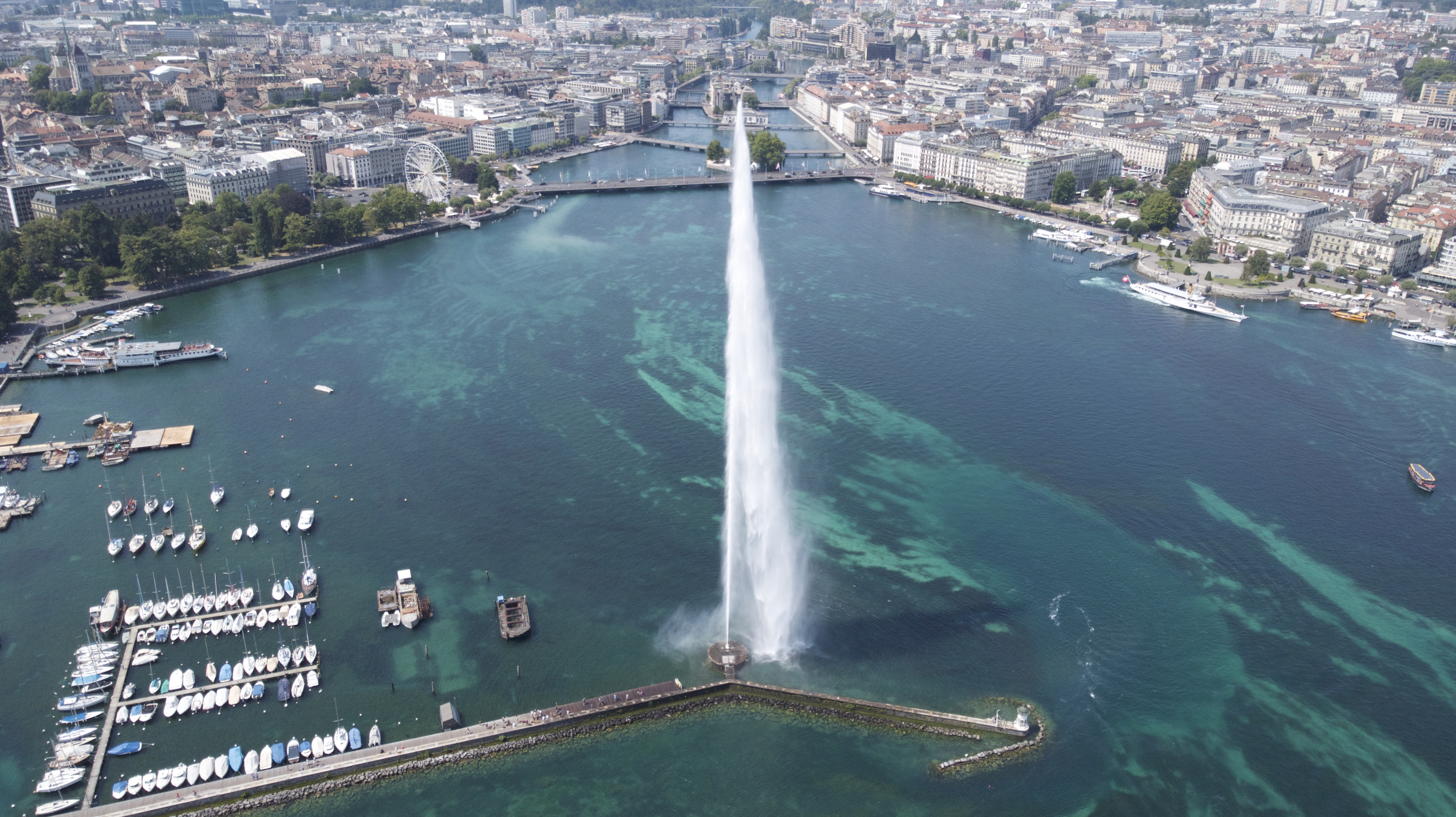
L'exutoire (en arrière plan) du lac Léman à Genève.
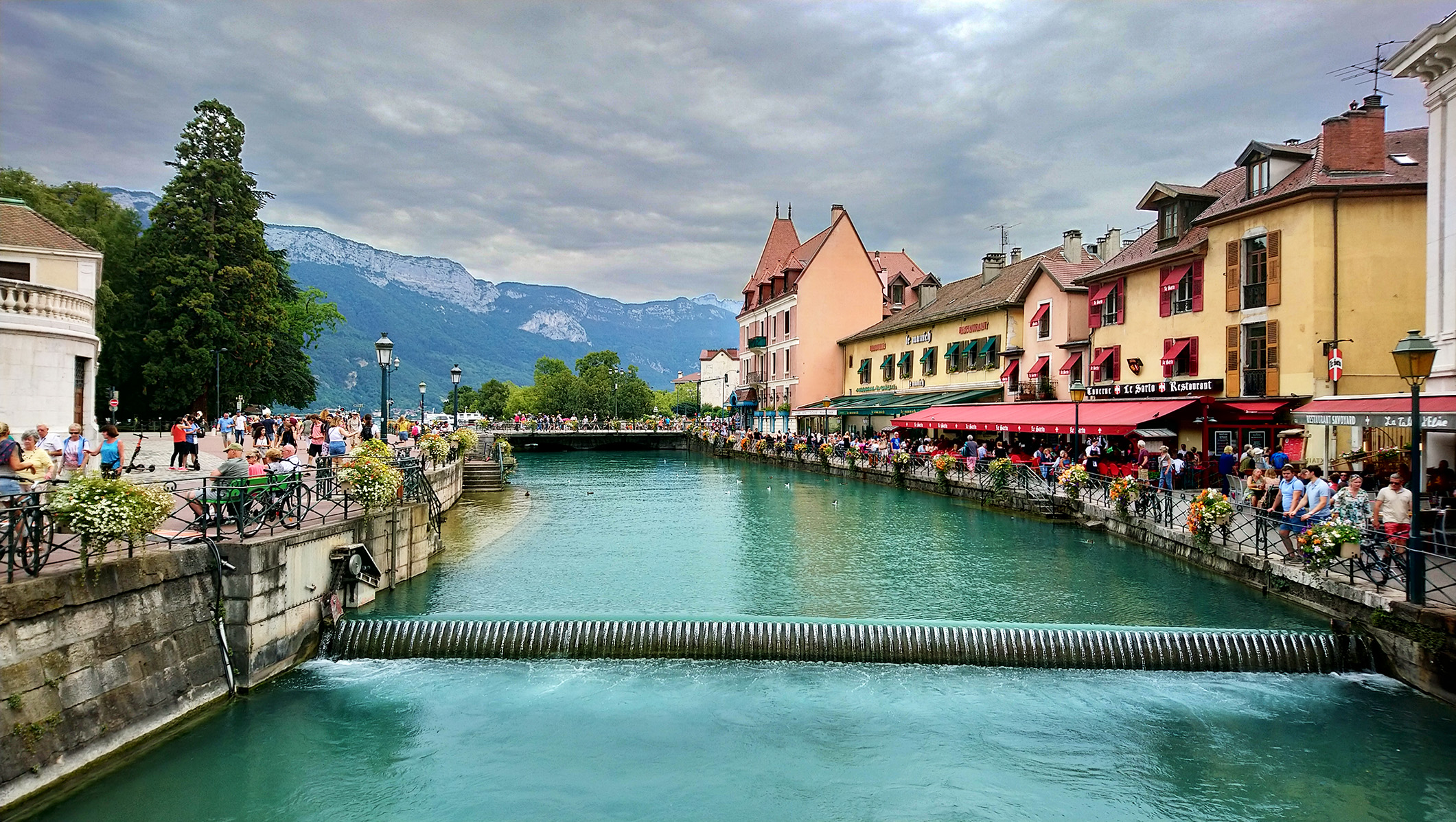
L'exutoire du lac d'Annecy (vers l'arrière plan) à Annecy avec le cours d'eau du Thiou (en avant plan).
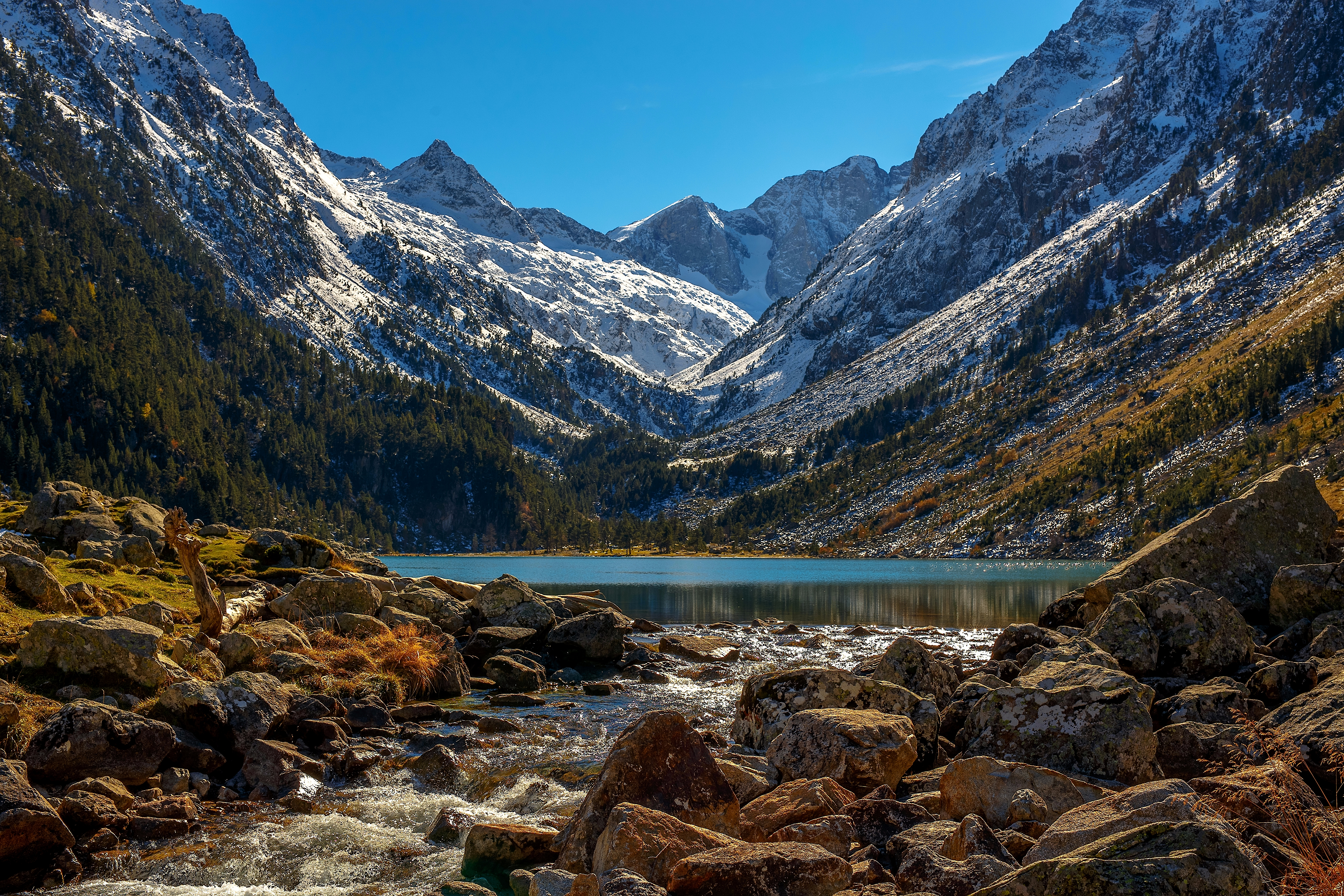
L'exutoire du lac de Gaube dans les Hautes-Pyrénées
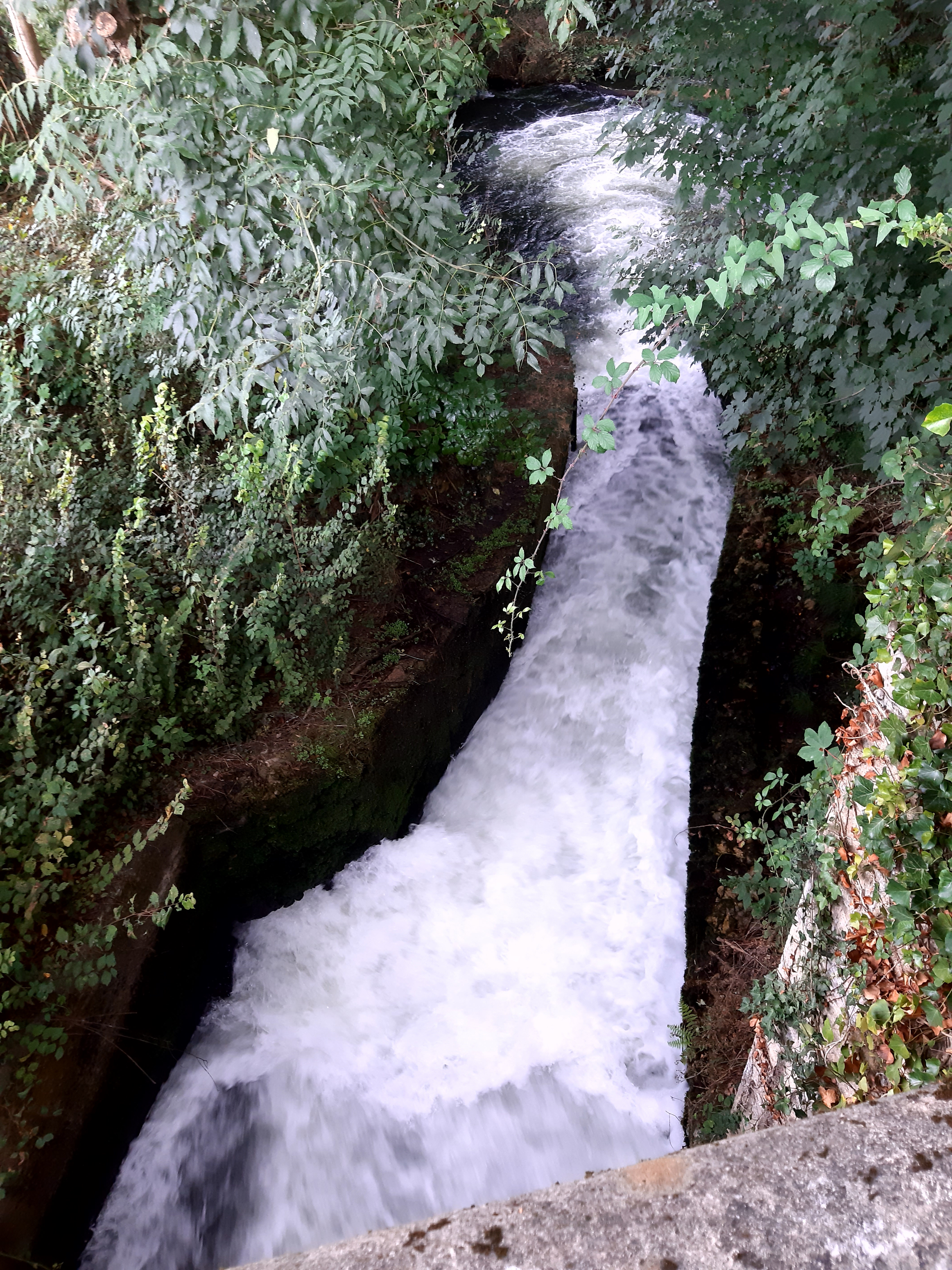
L'exutoire de l'étang de la forge d'Uza (Landes) au départ du Courant de Contis